# Calling You
Calling you es el segundo álbum de estudio de Princessa editado el 25 de octubre de 1996 en Alemania y reeditado simplemente como Princessa el 30 de mayo de 1997 en países tan dispares como Suecia, España, Finlandia, México, Japón o Noruega. Es un álbum de un sonido fácil y divertido que mezcla el europop y eurodance típico de la década de 1990. Este álbum es considerado uno de los mejores álbumes de la historia de su género.[cita requerida]

## Lista de canciones
- 1.Try to say I'm sorry (3'23).
- 2.Anyone but you (3'41).
- 3.Calling you (A message from love city) (3'41).
- 4.Like a nun (4'16).
- 5.Summer of love (4'17).
- 6.Seven days a week (4'14).
- 7.Baila al ritmo (3'24).
- 8.I do what you want me to do (4'02).
- 9.The night (4'45).
- 10.He's on the phone (3'59).
- 11.Do you wanna be loved (4'21).
- 12.Again & again (4'14).
- 13.Rómpete (4'33).
- 14.Vivo (3'48).
- 15.Me duelen tus mentiras (3'03).
- 16.Desnudaré (4'14).
- 17.Duerme junto a mi (4'14).
- 18.Calor de amor (4'13).

### Edición japonesa
- 19.Try To Say I'm Sorry (Innergarage Mix)

## Sencillos
- 1996 Calling You (A Message From Love City)
- 1996 "Anyone But You"
- 1997 "Try To Say I'm Sorry"
- 1997 "Baila Al Ritmo"
- 1997 "Vivo"
- 1997 "Summer Of Love"

- Datos: Q5741226